# Locronan
Locronan (Lokorn in Breton) là một xã của tỉnh Finistère, thuộc vùng Bretagne, miền tây bắc Pháp.

## Dân số
Người dân ở Locronan được gọi là Locronanais.

## Gallery

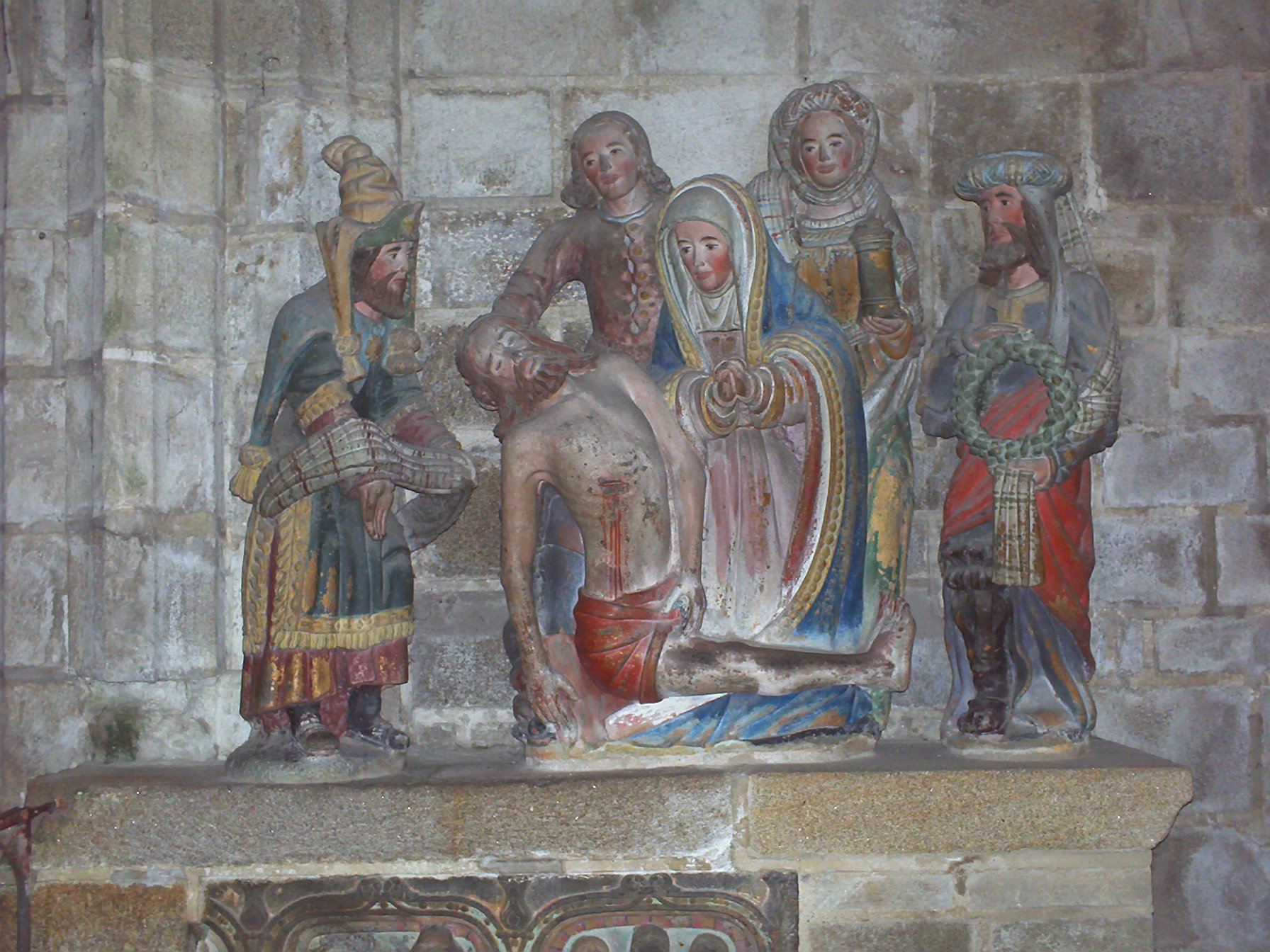
A notable image of the Deposition of Christ in the church at Locronan.
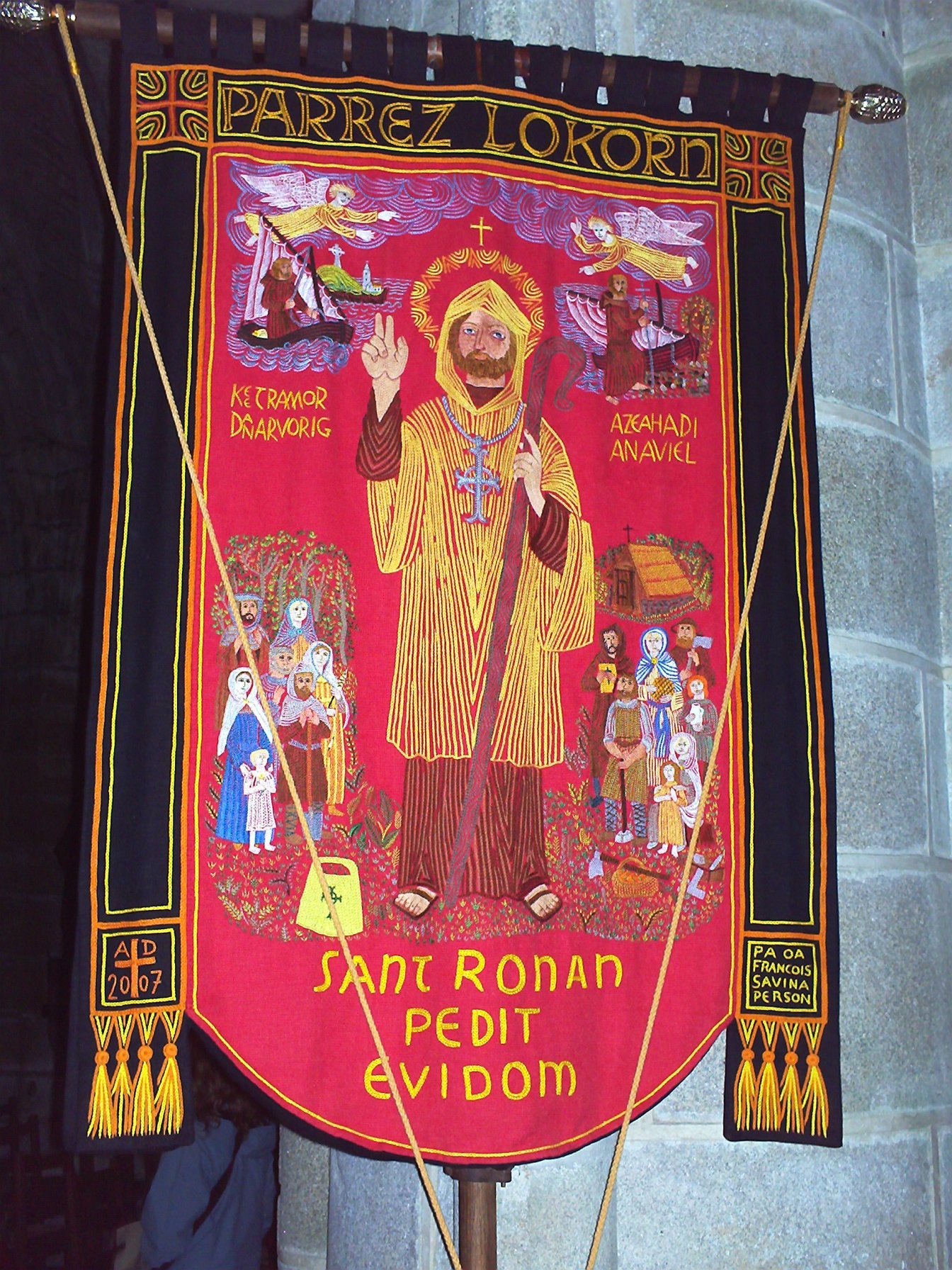
The banner of St Ronan.
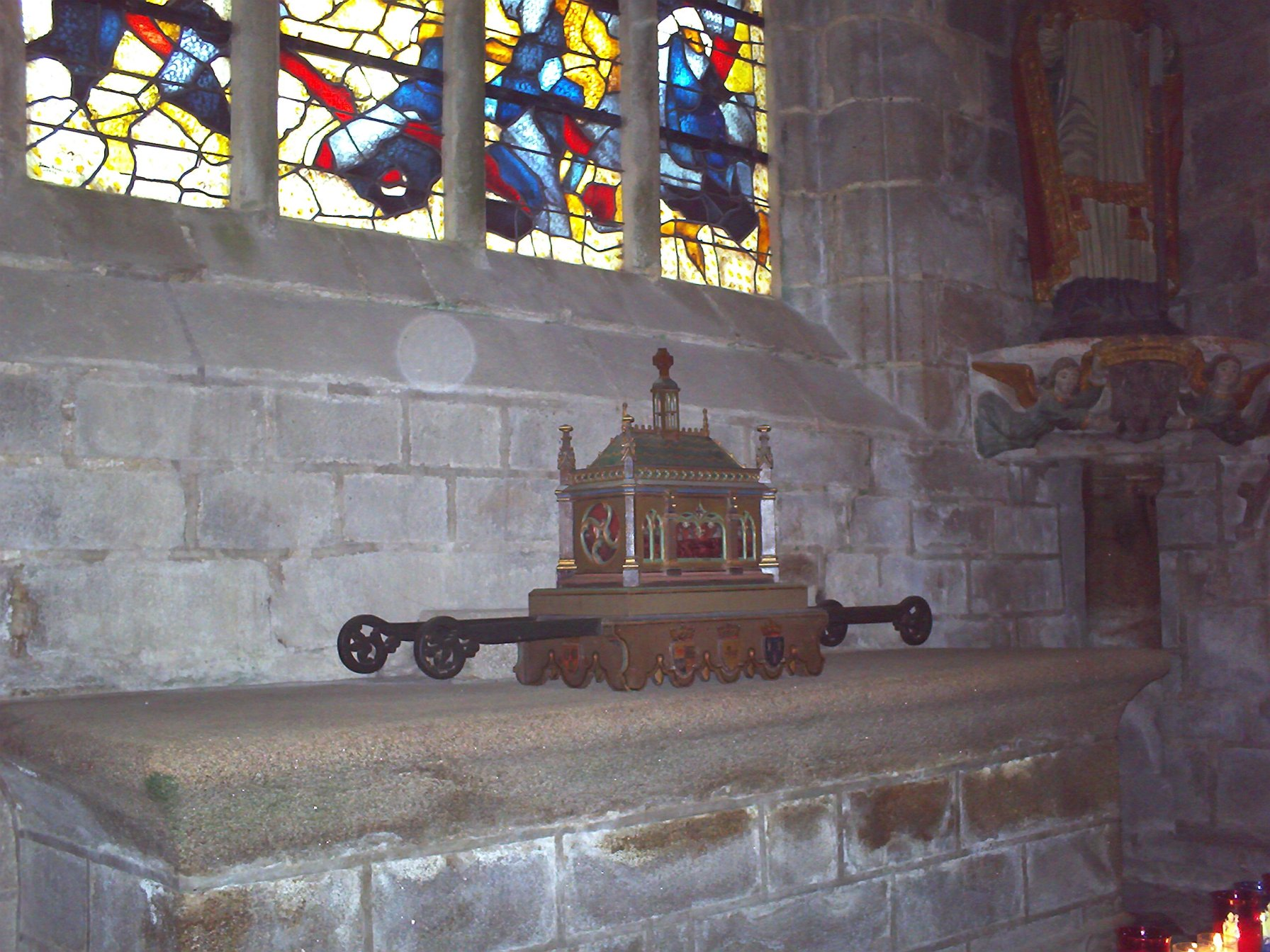
Reliquary holding relics of St Ronan at Locronan.
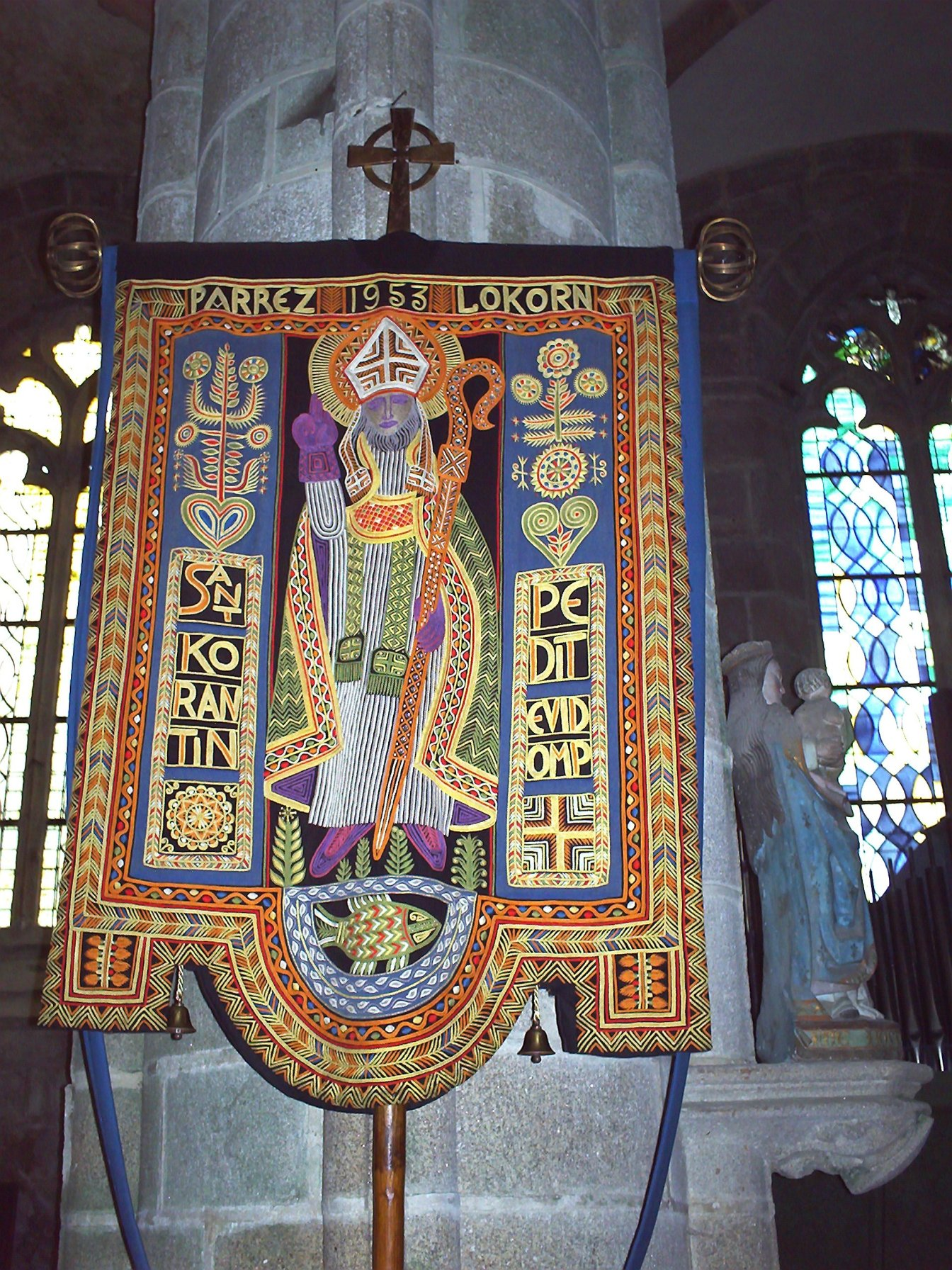
The banner of St Corentin of Quimper at Locronan.
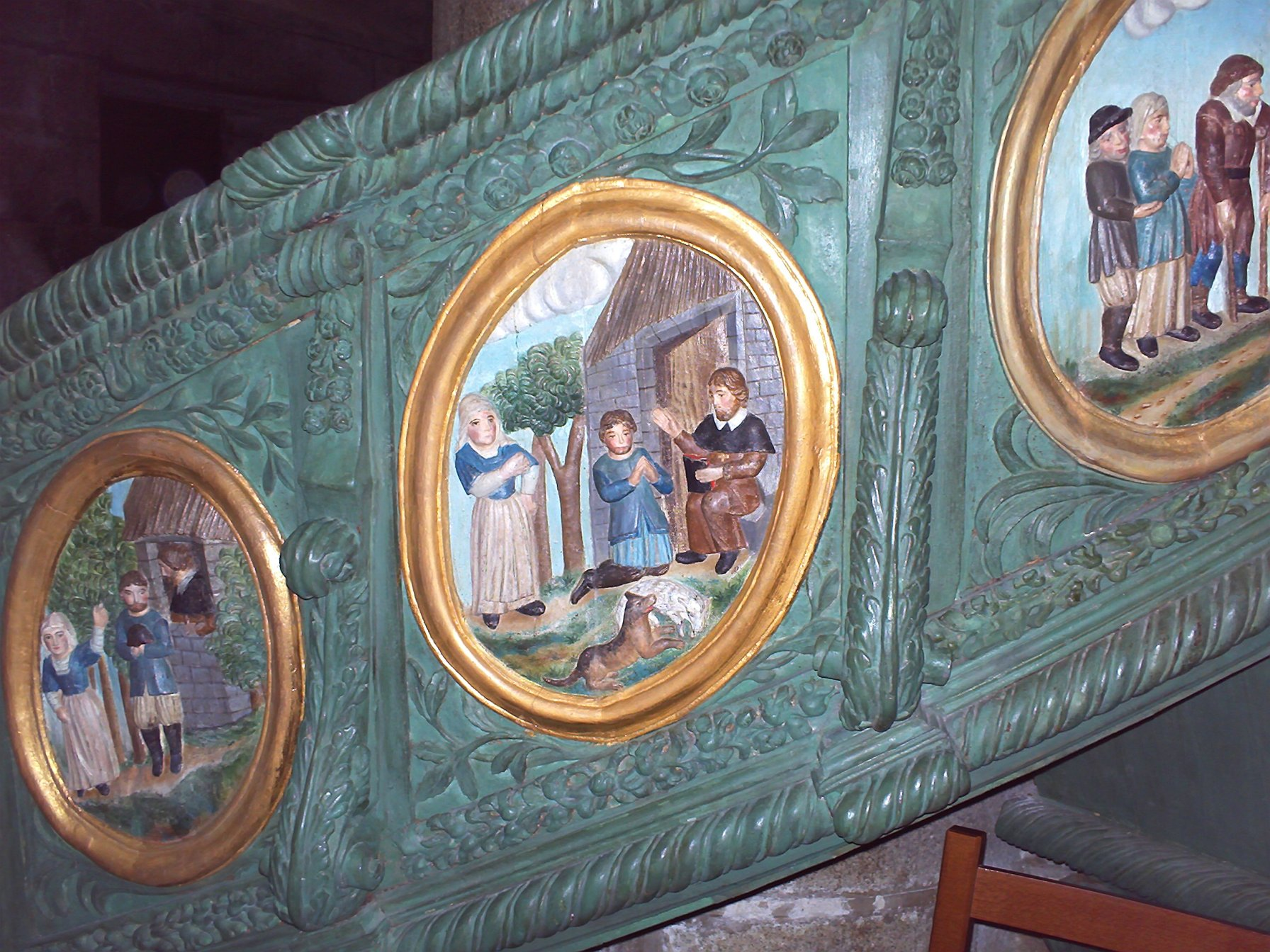
Scenes from the life of St Ronan on the polychrome pulpit at Locronan parish church.
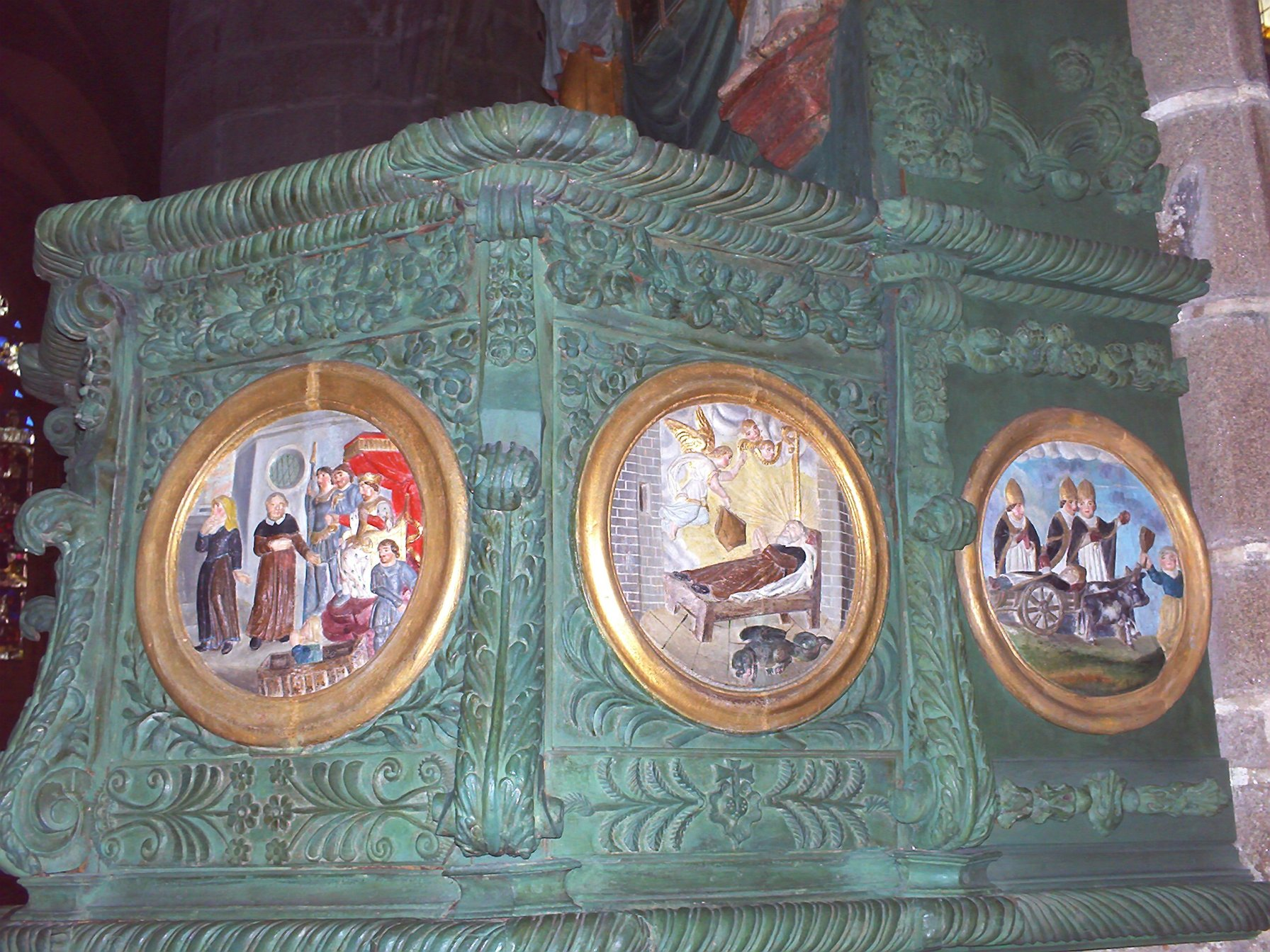
More scenes from the life and death of St Ronan on the pulpit.